# Otočić Ošljak (ö i Kroatien)
Otočić Ošljak är en ö i Kroatien.   Den ligger i länet Zadars län, i den södra delen av landet, 200 km söder om huvudstaden Zagreb.